# 迈克尔·明克勒
迈克尔·明克勒（英語：Michael Minkler，1952年5月14日—）是一位电影重录音混音师。他曾因电影梦女孩、芝加哥和黑鹰坠落3次获得奥斯卡奖。他的其它代表作还包括无耻混蛋、刺杀肯尼迪和星球大战IV：新希望，并参与制作了电视剧太平洋战争和约翰·亚当斯。明克勒在好莱坞的陶德宽银幕工作。他同时也是专门从事电影发展、包装项目的影视资金收购公司，电影媒体集团的常务董事。

## 早期职业生涯
明克勒17岁时开始录音工作，并于1974年22岁时开始混音工作。他的早期项目包括商业广告、电视节目和电影。他的第一部主要电影出现在1976年，当时他受雇于制作总统班底国外发行版的音乐和特效音乐，在华纳兄弟的第五舞台，与另两位混音师亚瑟·皮安塔多西和雷斯·弗雷斯霍茨一同工作。他们三人继续在另外35部电影中合作，明克勒认为这两位混音师是他职业生涯的重要导师。

## 家族历史
明克勒出生于加利福尼亚州洛杉矶的一个电影音效专业家族。
他的祖父达雷尔·明克勒（英語：Darrell Minkler），于1928年在芝加哥实验室工作，开发光盘录音机。后来他来到好莱坞，参与华纳兄弟的Vitaphone项目。达雷尔·明克勒还建立了一家名为Radio Recorders，主营音乐录制的公司。这家公司曾为弗兰克·西纳特拉、宾·克罗斯比和汤米·多西等经典流行音乐表演家录制音乐。该工作室后来成为The Record Plant的一部分。
他的父亲堂·明克勒（英語：Don Minkler），在1940年代末开始他的音效生涯，并于1964年创立了Producers Sound Service。堂·明克勒的重录音职业生涯代表作包括逍遥骑士、五支歌、最后一场电影和飞越美人谷等电影。
他的叔叔重录音混音师鲍勃·明克勒，在1960年代开始在音响部门工作，并于1978年因星球大战IV：新希望而获得奥斯卡奖。鲍勃·明克勒的其它代表作包括十全十美、越战毛发、百万金臂和周末夜狂热。
他的另一位叔叔李·明克勒，也是一名混音师，与迈克尔和鲍勃因电子世界争霸战，一起分享了奥斯卡最佳音响效果奖提名的荣誉。这是奥斯卡历史上唯一一次，一个家庭的三名成员一起在同一部电影中被提名。
明克勒的儿子克里斯蒂安·明克勒也是一名重录音混音师，自1990年以来一直从事电视和电影项目的音效制作工作。克里斯蒂安最近的作品包括追讨者、假结婚和模范贱兄弟。

## 荣誉
迈克尔·明克勒赢得过3次奥斯卡金像奖，并获得过8次提名；3次获得英国电影学院奖，3次被提名；2次赢得电影音频协会奖，6次获得提名；1次获得电影音效剪辑师奖，1次艾美奖，1次提名；3次 卫星奖，1次提名。
2006年，明克勒在电影音频协会第42届年会上获颁职业成就奖。此次年会在洛杉矶比尔特莫尔千禧国际酒店举办。他在1981年是该协会主席。

### 奥斯卡金像奖
获奖：
- 2002: 黑鹰坠落（奥斯卡最佳音响效果奖）[8]
- 2003: 芝加哥（奥斯卡最佳音响效果奖）[9]
- 2007: 梦女孩（奥斯卡最佳音响效果奖）[10]

提名：
- 1980：电光骑士（英语：The Electric Horseman）（奥斯卡最佳音响效果奖）[11]
- 1980：灵魂大探索（奥斯卡最佳音响效果奖）[12]
- 1983：电子世界争霸战（奥斯卡最佳音响效果奖）[13]
- 1986：绝岭雄风（英语：A Chorus Line (film)）（奥斯卡最佳音响效果奖）[14]
- 1990：生于七月四日（奥斯卡最佳音响效果奖）[15]
- 1992：刺杀肯尼迪（奥斯卡最佳音响效果奖）[16]
- 1994：绝岭雄风（奥斯卡最佳音响效果奖）[17]
- 2010：无耻混蛋（奥斯卡最佳音响效果奖）[18]
- 2020：怒海戰艦（奥斯卡最佳音响效果奖）[19]

### 英国电影学院奖
获奖：
- 1979: 星球大战IV：新希望（最佳音效）
- 1993: 刺杀肯尼迪（最佳音效）
- 2003: 芝加哥（最佳音效）

提名：
- 2002: 黑鹰坠落（最佳音效）
- 2004: 杀死比尔（最佳音效）
- 2005: 借刀杀人（最佳音效）

### 电影音频协会奖（英语：Cinema Audio Society Awards）
获奖：
- 2007: 梦女孩（长篇电影混音杰出成就）
- 2009: 约翰·亚当斯（英语：John Adams (miniseries)）（电视电影和迷你剧剧集加入或死亡混音杰出成就）

提名：
- 1994: 绝岭雄风（长篇电影混音杰出成就）
- 1995: 真实的谎言（长篇电影混音杰出成就）
- 2002: 黑鹰坠落（长篇电影混音杰出成就）
- 2003: 芝加哥 （长篇电影混音杰出成就）
- 2008: 荒野生存（长篇电影混音杰出成就）
- 2009: 约翰·亚当斯（英语：John Adams (miniseries)）（电视电影和迷你剧独立剧集混音杰出成就）

### 艾美奖
获奖：
- 2010: 太平洋战争（迷你剧或电影杰出音效（英语：Primetime Emmy Award for Outstanding Sound Mixing for a Limited Series or Movie）剧集第二部分）

提名：
- 2008: 约翰·亚当斯（英语：John Adams (miniseries)）（迷你剧或电影杰出音效（英语：Primetime Emmy Award for Outstanding Sound Mixing for a Limited Series or Movie）剧集加入或死亡）

### 电影音效编辑-黄金卷轴奖
获奖：
- 1990: 生于七月四日（最佳音效、音效剪辑）

### 卫星奖
获奖：
- 2006: 梦女孩（最佳音效、剪辑和混音）
- 2005: 借刀杀人（最佳音效、剪辑和混音）

提名：
- 2004: 杀死比尔（最佳音效）